# 液状化検体細胞診
液状化検体細胞診(えきじょうかけんたいさいぼうしん)は、特殊な溶液の入った容器に病変部材料を採取し、液状化した細胞診検体から病理診断用標本を作製する方法。細胞診標本作製の新規技術。LBC(Liquid based cytology[:en])の邦訳。また液状化検体細胞診標本を用いて行う病理診断の分野。

## 解説
従来法では採取された細胞診材料をスライドガラス(プレパラートともいう)に直接塗抹して細胞診標本を作製するが、病変部状態や臨床医の採取技能によっては、細胞診標本の出来上がりに差があり、標本の出来ばえによって細胞診結果が左右されることがある。
それに対して液状化検体細胞診の手法では採取された細胞を特殊溶液に集めるのでより確実な細胞が採取が期待できるという。容器や溶液が工夫されており、病変部細胞が観察しやすいように薄く均一に塗抹される。細胞診標本の出来上がりの差のない(少ない)細胞診標本を得ることができる。
- 専門医が病変を判断するために必要な病理標本の均質化が可能となった。従来法での細胞像の読み方を基本に、液状化検体細胞診としての読み方も習熟する必要がある。なお採取から標本作製までの時間によっては核変性や核質濃縮などの人工産物が生じることがある。
- 細胞が作る3次元構造(3D構造)の具合で病変を判断することのある乳腺や子宮内膜の細胞診断では、3D構造の残る従来法のほうが判断しやすいとの指摘もある。

### がん診療の質との関係
医療政策では、医療資源の枯渇を背景に、無駄を省きつつ医療の質を高める必要が生じている。昨今がん診療の質の見える化などが叫ばれるようになっており、細胞診という検体検査からより質の高い病変判断(病理診断)に進化させようという機運が生じている。
- 日本において、2008年4月の診療報酬改定では病理学的検査は病理診断に変更されたが、2010年の改定では、細胞診断料新設とともに液状化検体細胞診の診療報酬新設が検討されている。
- LBC用の製品にはSurePath System(BD Diagnostics), ThinPrep System(Cytic Corp., Olympus), TACAS(MBL), Liquid-PREP (LGM international Inc., VERITAS)等が販売されている。

### 価格
このような標本作製方法の進歩の一方で、特殊採取容器のコスト負担をどうするのか課題となっている。採取容器の種類にもよるが容器代は定価ベースで600円弱という。従来法での細胞診が婦人科材料150点(1500円)なので、液状化検体細胞診の普及のためには200点以上とする必要があると考えられる。
または第13部病理診断に特定保険医療材料の概念を導入して、細胞診断料とは別に容器代等を設定する余地も残されており、今後の課題である。
- がん診療の質を高めるためには、検査または細胞診断を担当する者の技能評価がなされる仕組みが必要である。多くの細胞診が検体検査として外注されている現実を考慮すると、診療報酬が設定されたとしても、検査差益が医療機関側に確保される傾向があるので、実費である検査材料費用を特定保険医療材料として細胞診断費用とは区別して診療報酬を設定すべきとの論点である。
- 2014年診療報酬改定で、液状化検体管理加算が算定できるようになった。婦人科材料等では18点、穿刺吸引材料等では85点が加算される（実際の算定要件にあたっては診療報酬点数表の注釈等を参照のこと）。

### 細胞診スクリーニング自動化
そもそも細胞診液状化検体の技術(LBC法)は、90年代に、米国における細胞診スクリーニングの機械化・自動化に関連して開発された。採取器具に付着した細胞をプレパラートに塗布転写する通常標本(conventional slide)では、細胞が強く重なり細胞像自動解析ができないことがある。LBC法は細胞を液体に採取して細胞をばらして単層の細胞診標本(thin-layer cytology slide)を作製する方法である。細胞の重なりがない場合には細胞像自動解析がより正確になる。
欧米ではLBC法による細胞診標本を用いた自動スクリーニングが行われている。日本においてもLBC法について診療報酬評価がなされたことから、LBC法での材料採取が広まり、細胞診スクリーニング自動化が導入しやすくなっていると考えられる。
- 米国FDA(Food and Drug Administration)の認可を得たシステムのうち、HOLOGIC社のThinPrepイメージングシステムとBD(Becton, Dickinson and Company)社のFocalPoint™ GS Imaging Systemがすでに日本で販売されている。

## 参考図書・文献
- 井村穣二他: 「液状化細胞診(Liquid Based Cytology)の現状と今後」『病理と臨床』2009年,27巻:p.p.1144-1151